# العلاقات التركية الجامايكية
العلاقات التركية الجامايكية هي العلاقات الثنائية التي تجمع بين تركيا وجامايكا.

## مقارنة بين البلدين
هذه مقارنة عامة ومرجعية للدولتين:
| وجه المقارنة                                              | تركيا         | جامايكا       |
| --------------------------------------------------------- | ------------- | ------------- |
| المساحة (كم2)                                             | 783.56 ألف    | 10.99 ألف     |
| عدد السكان (نسمة)                                         | 80.14 مليون   | 2.95 مليون    |
| الكثافة السكانية (ن./كم²)                                 | 102.28        | 268.43        |
| العاصمة                                                   | أنقرة         | كينغستون      |
| اللغة الرسمية                                             | اللغة التركية | لغة إنجليزية  |
| العملة                                                    | ليرة تركية    | دولار جامايكي |
| الناتج المحلي الإجمالي (بليون دولار)                      | 851.10 مليار  | 14.77 مليار   |
| الناتج المحلي الإجمالي (تعادل القوة الشرائية) بليون دولار | 1.57 تريليون  | 24.79 مليار   |
| الناتج المحلي الإجمالي الاسمي للفرد دولار أمريكي          | 9.12 ألف      | 5.23 ألف      |
| الناتج المحلي الإجمالي للفرد دولار أمريكي                 | 19.79 ألف     | 8.88 ألف      |
| مؤشر التنمية البشرية                                      | 0.761         | 0.719         |
| رمز المكالمات الدولي                                      | +90           | +1876         |
| رمز الإنترنت                                              | .tr           | .jm           |
| المنطقة الزمنية                                           | ت ع م+03:00   | 00            |

## منظمات دولية مشتركة
يشترك البلدان في عضوية مجموعة من المنظمات الدولية، منها:
| علم المنظمة | اسم المنظمة                                                | تاريخ انضمام تركيا | تاريخ انضمام جامايكا |
| ----------- | ---------------------------------------------------------- | ------------------ | -------------------- |
|             | يونسكو                                                     | 4 نوفمبر 1946      | 7 نوفمبر 1962        |
|             | وكالة ضمان الاستثمار متعدد الأطراف                         | 3 يونيو 1988       | 12 أبريل 1988        |
|             | الأمم المتحدة                                              | 24 أكتوبر 1945     | 18 سبتمبر 1962       |
|             | العملية المشتركة للاتحاد الأفريقي والأمم المتحدة في دارفور | ?                  | ?                    |
|             | الاتحاد البريدي العالمي                                    | ?                  | ?                    |
|             | البنك الدولي للإنشاء والتعمير                              | 11 مارس 1947       | 21 فبراير 1963       |
|             | المنظمة الهيدروغرافية الدولية                              | ?                  | ?                    |
|             | الاتحاد الدولي للاتصالات                                   | 1866               | 18 فبراير 1963       |
|             | منظمة حظر الأسلحة الكيميائية                               | ?                  | ?                    |
|             | مؤسسة التمويل الدولية                                      | 19 ديسمبر 1956     | 31 مارس 1964         |
|             | المركز الدولي لتسوية المنازعات الاستشارية                  | 2 أبريل 1989       | 14 أكتوبر 1966       |
|             | منظمة التجارة العالمية                                     | 26 مارس 1995       | ?                    |
|             | منظمة الشرطة الجنائية الدولية                              | ?                  | ?                    |

## وصلات خارجية
- موقع وزارة الخارجية التركية
- موقع وزارة الخارجية الجامايكية